# Casasia nigrescens
Casasia nigrescens är en måreväxtart som först beskrevs av August Heinrich Rudolf Grisebach, och fick sitt nu gällande namn av Charles Wright och William Robinson. Casasia nigrescens ingår i släktet Casasia och familjen måreväxter.
Artens utbredningsområde är Kuba.

## Underarter
Arten delas in i följande underarter:
- C. n. moaensis
- C. n. nigrescens